# Håkan Röde
För författaren som skrev under pseudonymen, se Ossian Håkansson
Håkan Röde var svensk kung cirka 1070–1079. I Västgötalagens kungalängd står att Håkan Röde var född och begravd i Levene i Västergötland. Han ska enligt traditionen ha gett namn åt gården Håkantorp i denna bygd.

## Håkan i olika källor
Förutom tillägget till äldre västgötalagen är den främsta källan till kunskap om Håkan Adam av Bremens krönika. De två källorna placerar dock honom på olika platser i den svenska kungalängden: enligt den med Håkan samtidige Adam av Bremen ska Håkan ha efterträtt en Anund Gårdske, som regerade efter Halsten, medan den senare västgötalagen placerar honom mellan Emund Slemme och Halsten. Enligt Adam ska Håkon ha gift sig med "den unge Olavs moder", vilket troligen syftar på modern till Olav Kyrre, men om det var hans mor Tora Torbergsdatter eller hans styvmor Elisabeth framgår inte av Adams latin och övriga källor är för osäkra för att avgöra frågan.

### Osäkra källor
En annan möjlig källa är den skadade runstenen Håkanstenen vid Hovgården på Adelsö i Mälaren. Stenen restes av Tolir, bryte över Roden, och hans hustru Gyla. Texten på runstenen lyder: 
| ”             | Tyd du runorna! Rätt lät Tolir, bryte i Roden, rista dem åt konungen. Tolir och Gyla lät rista (dessa runor) båda makarna efter sig till minnesvård ... Håkon bjöd rista. | „ |
| – Håkanstenen | |   |

Det är första gången som ordet "konung" och ett kunganamn är dokumenterat i en inhemsk svensk källa. Denne Håkon kan ha varit Håkan Röde.
Dessutom nämns i ett brev från påven Gregorius VII riktat till kung Inge den äldre en kung "A" som denne ska ha regerat tillsammans med. De båda uppmanas införa tionde och kallas reges wisigothorum ("västgötarnas kungar", men egentligen 'visigoternas kungar'). Denne "A" tolkas vanligen som Inges bror Halsten, men kan möjligen syfta på Håkan.

## Tolkningar av källäget
Håkan Röde placeras i regentlängden vanligen mellan Anund och Inge den äldre, i enlighet med den samtida Adam av Bremen. Kungliga hovstaterna tar dock överhuvudtaget inte upp honom i sin regentlängd. Dick Harrison menar också i Sveriges historia att Västgötalagens kronologi ger ett "förvirrat intryck".
Adolf Schück föreslog att han kan ha varit samma person som Blot-Sven, en teori som inte påträffas i övriga sekundärkällor som behandlar honom.